# Symmoca achrestella
Symmoca achrestella är en fjärilsart som beskrevs av Hans Rebel 1889. Symmoca achrestella ingår i släktet Symmoca och familjen Symmocidae. Inga underarter finns listade i Catalogue of Life.